# セルダル・ベルディムハメドフ
セルダル・グルバングルイェヴィチ・ベルディムハメドフ（トルクメン語: Serdar Gurbangulyýewiç Berdimuhamedow, ロシア語: Серда́р Гурбангулы́евич Бердымухаме́дов、1981年9月22日 - ）は、トルクメニスタンの政治家。同国第2代大統領グルバングル・ベルディムハメドフの息子。2022年から父の跡を継いで、同国大統領に就任。就任前は、同国外務副大臣を歴任。

## 経歴
1981年9月22日、アシガバートにて誕生。2001年にトルクメン農業大学を卒業。
2001年から2008年まではトルクメニスタン国営食品工業公団経済関係部、青果・酒類専門部に勤務。2001年から2年間は兵役に就いた。2008年から3年間は在ロシア・トルクメニスタン大使館公使参事官、2011年からは在ジュネーヴ・トルクメニスタン大使館公使参事官を歴任。2016年にはトルクメニスタン外務省国際事務局長を務めた
また、2014年8月から科学の学位を取得する為にトルクメニスタン科学アカデミーへ入学しており、2015年7月に卒業。同アカデミーから技術科学の博士号を取得している。
2016年、父の故郷であるアハル州の知事に当選。2021年には同国の国家安全保障会議にて、閣僚会議副議長（副首相）に任命。2022年には父であるグルバングルが「若者に権力を移譲する」として、大統領職を辞任。次期大統領選挙が中央選挙管理委員会によって、3月12日に実施。大統領職に出馬し、得票率72.97％で当選した。中央アジアで最初に、アフガニスタンのタリバン政権の外交官を受け入れた。その一方で、タリバンに靡く形で保守化が進んでいるとの指摘や「トルクメニスタンの親タリバン路線が際立っている」といった批判が相次いでおり、専門家の間では「タリバンに同調する姿勢を見せることが狙いではないか」という観方が出始めている点がある。

## 日本との関係
対日友好議員連盟の会長を務めるなど日本との関係は深く、たびたび日本を訪れている。
- 2019年3月、日本国外務省が戦略的実務者を招聘する一環で訪日。当時はアハル州副知事兼対日友好議員連盟会長で、3月26日に阿部俊子外務副大臣と会談を実施した[8]。
- 2021年7月、2020年東京オリンピックの開会式に出席するため訪日。当時は副首相で、7月24日に菅義偉内閣総理大臣を表敬訪問した[9]。
- 2025年4月、大阪・関西万博におけるトルクメニスタンのナショナルデーに合わせて訪日。当時は大統領。4月15日に総理官邸で石破茂内閣総理大臣と首脳会談を実施した[10]。

## 私生活
4人の子供を儲けている。同級生達は彼の事を「控えめで礼儀正しい性格」と語っている。

## ギャラリー

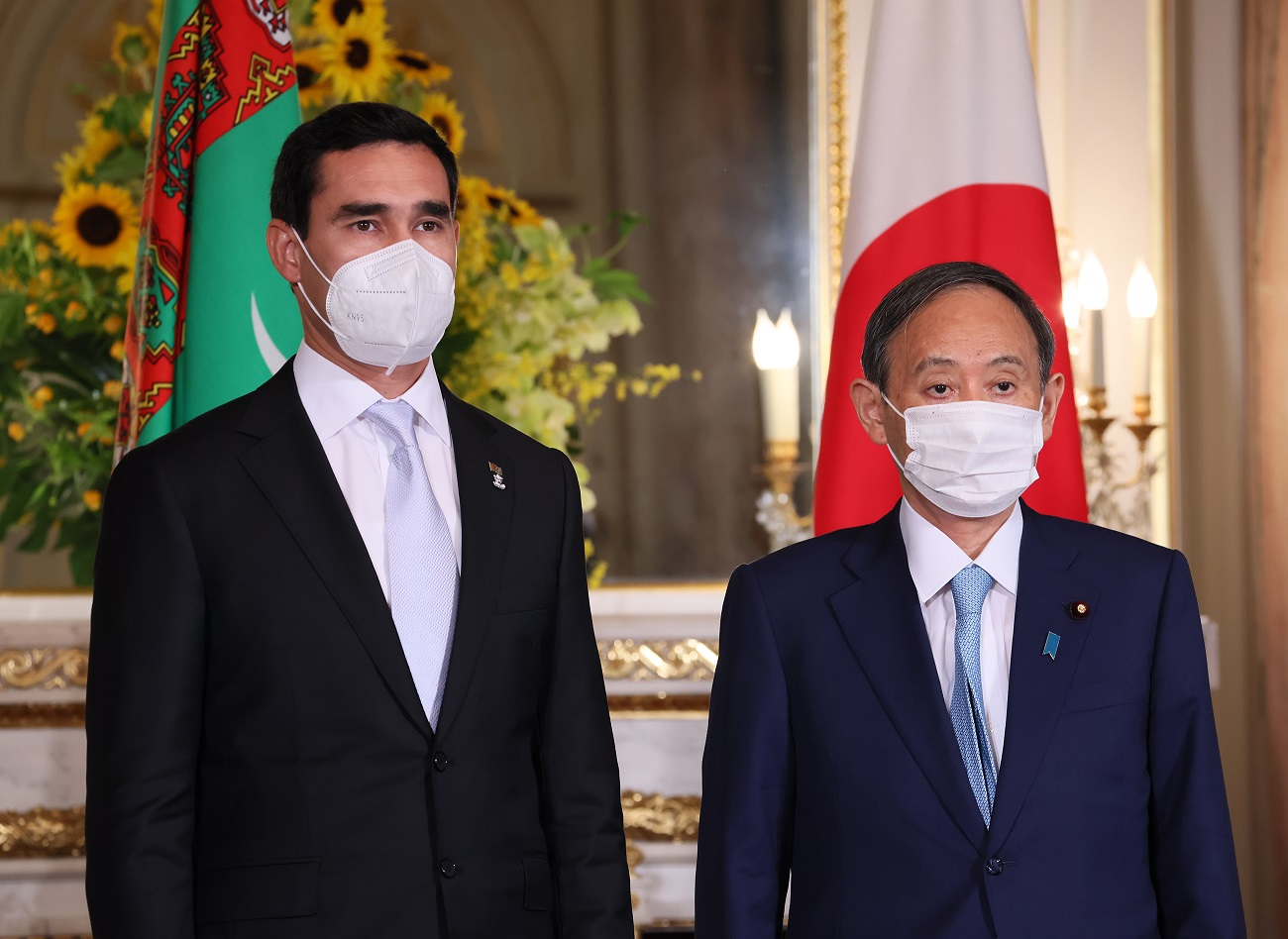
2021年7月24日、迎賓館赤坂離宮にて菅義偉首相と（副首相時代）
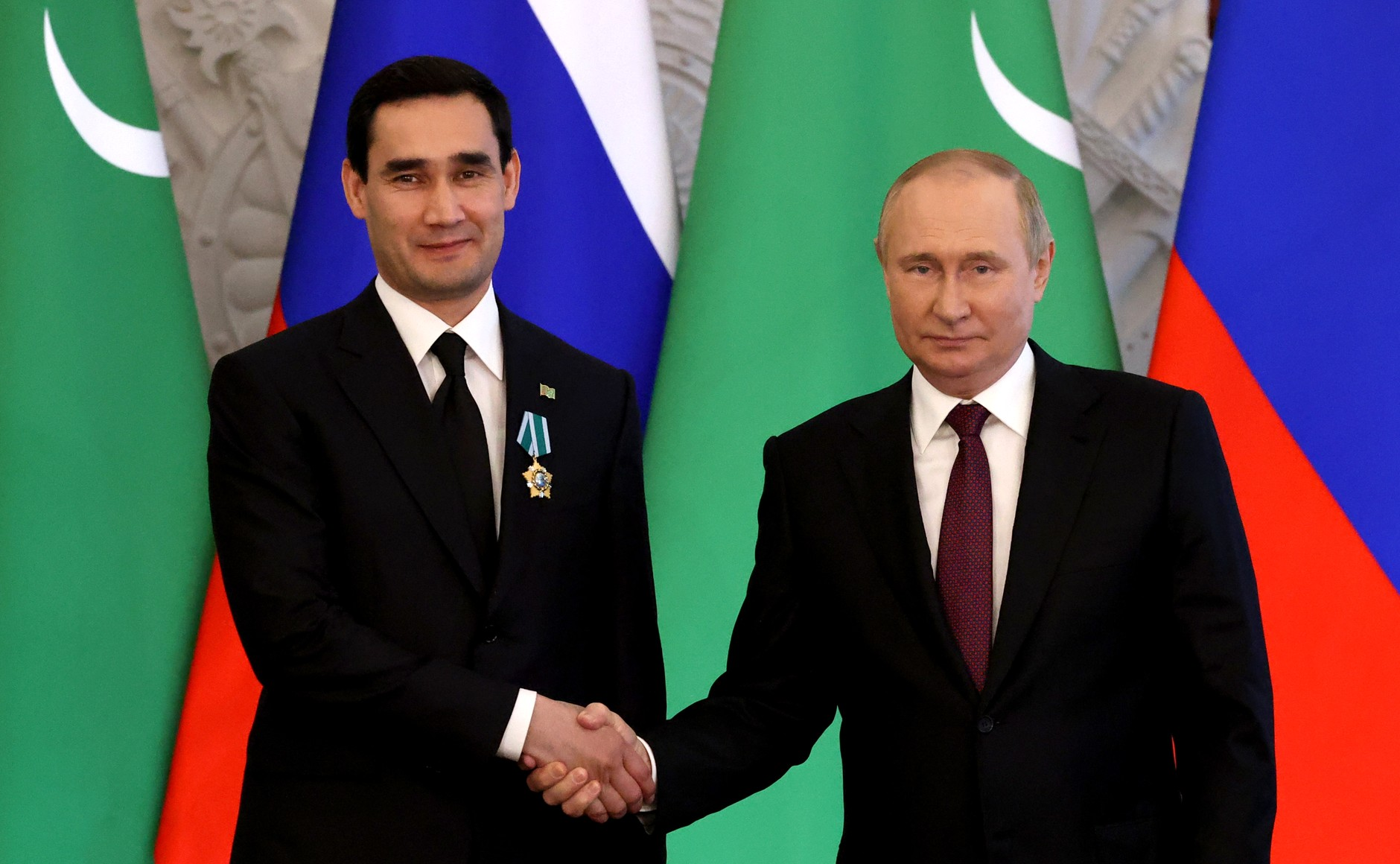
2022年6月10日、ロシア・クレムリンにてウラジーミル・プーチン大統領と
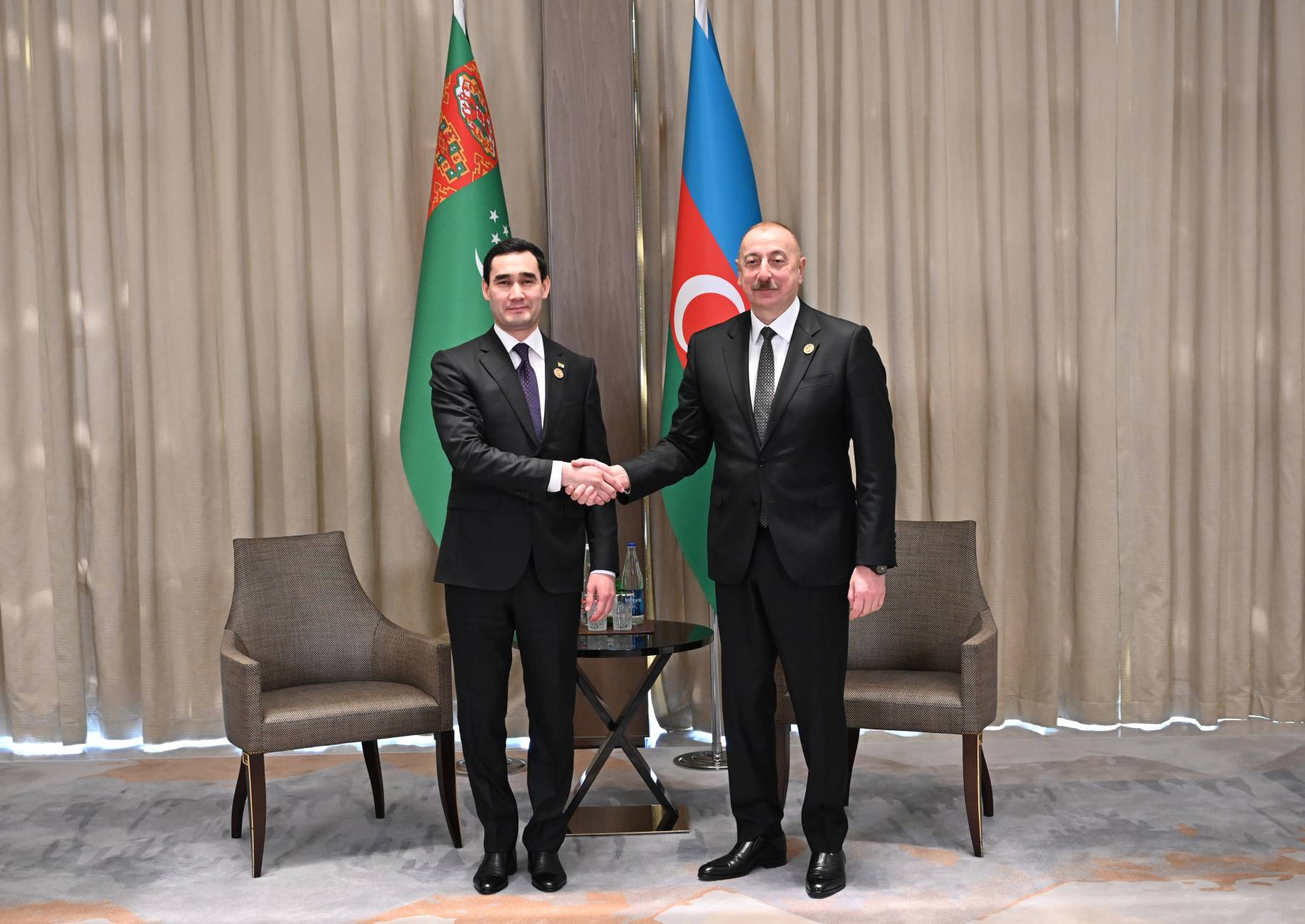
2023年3月2日、アゼルバイジャン・バクーにてイルハム・アリエフ大統領と
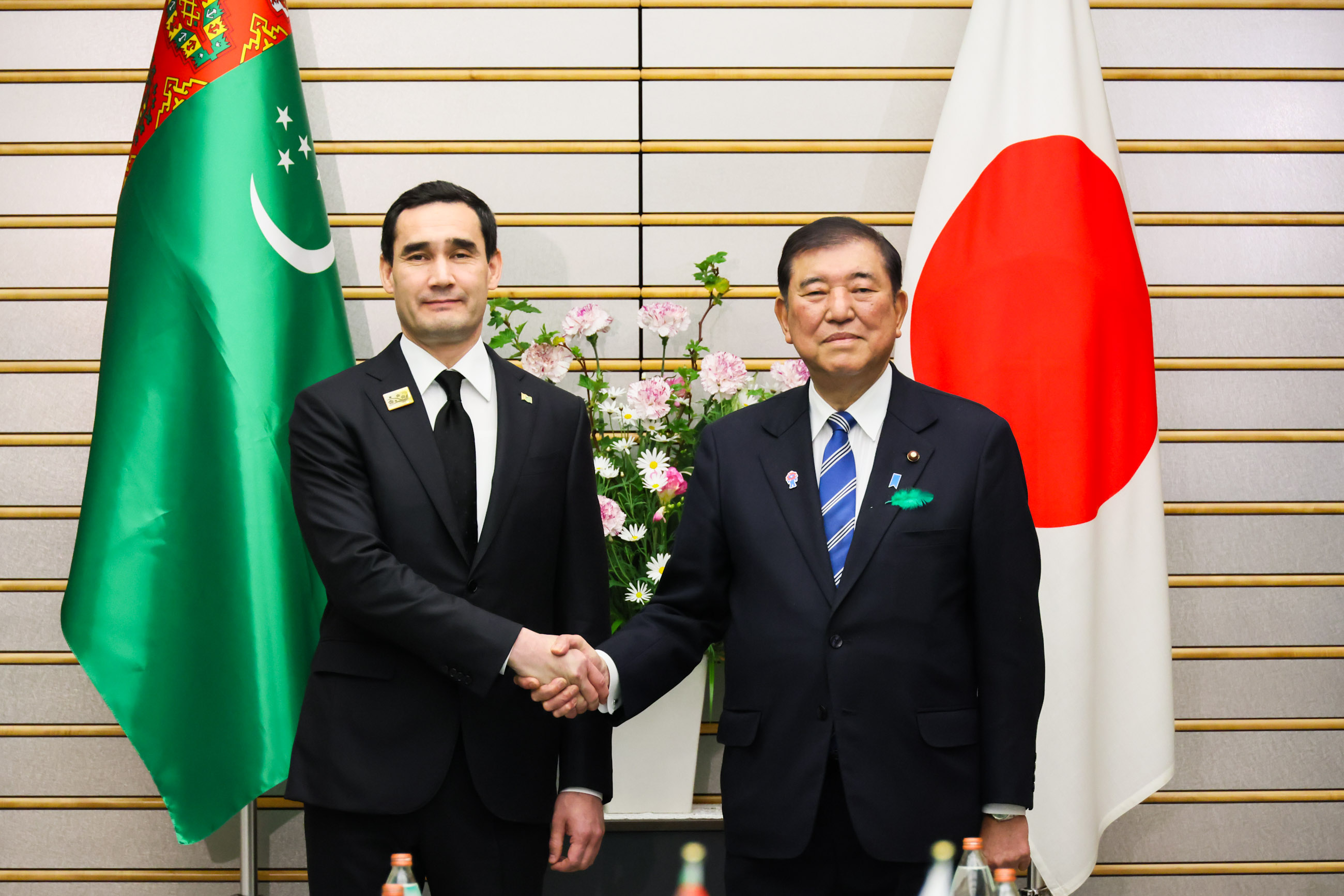
2025年4月15日、石破茂首相と